# Gwiazdy typu widmowego K

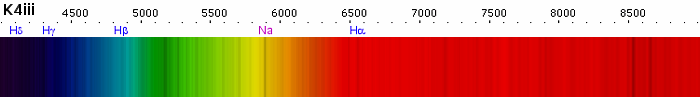
Widmo olbrzyma typu K4 III

Gwiazdy typu widmowego K – żółto-pomarańczowe gwiazdy o temperaturze fotosfery w granicach 3900 – 5200 K (chłodniejsze od Słońca), jeden z typów widmowych w klasyfikacji gwiazd.

## Charakterystyka obserwacyjna
Widma tych gwiazd charakteryzują się bardzo słabymi liniami spektralnymi wodoru  w zakresie optycznym; tym słabszymi, im późniejszy podtyp reprezentuje gwiazda. Równocześnie linie metali stają się silniejsze ze spadkiem temperatury (tj. dla późniejszych podtypów). W klasyfikowaniu gwiazd typu K użyteczne jest pasmo G, pochodzące od molekuły CH, które jest najsilniejsze dla podtypu K2, a dla późniejszych podtypów słabnie; do klasyfikacji używane są także linie widmowe chromu. Podczerwone linie serii Paschena wodoru mogą być użyteczne w ocenie temperatury fotosfery. W widmie uwidaczniają się także przejawy aktywności chromosferycznej tych gwiazd, w postaci szczególnych linii emisyjnych. Gwiazdy typu widmowego K są mniej zróżnicowane spektralnie niż typ widmowy A czy F, chociaż w tej grupie również zdarzają się obiekty o nietypowym widmie (Kp, od ang. peculiar).
Do typu widmowego K należą niektóre z gwiazd widocznych gołym okiem. Są wśród nich niektóre spośród najjaśniejszych gwiazd widocznych z Ziemi, w tym olbrzymy: Arktur i Polluks, a także bliskie Słońca gwiazdy ciągu głównego: alfa Centauri B i 61 Cygni.

## Charakterystyka fizyczna
Na różnych etapach rozwoju gwiazdy mogą znaleźć się w obszarze temperatur odpowiadającym temu typowi: są to zarówno gwiazdy ciągu głównego – pomarańczowe karły, jak i niektóre olbrzymy i nadolbrzymy. Wiele młodych, niezbyt masywnych gwiazd przed osiągnięciem równowagi odpowiadającej ciągowi głównemu wieku zero, klasyfikowanych przeważnie jako gwiazdy typu T Tauri, może być zaliczone do typu K.
Gwiazdy typu K mogą posiadać układy planetarne. Pomarańczowe karły posiadają wprawdzie nieco węższe ekosfery niż gwiazdy podobne do Słońca, ale ze względu na długi czas życia i stabilność większą niż w przypadku wielu czerwonych karłów, są uważane za potencjalnie najbardziej sprzyjające rozwojowi życia pozaziemskiego na okrążających je planetach. Obecnie znanych jest kilka układów z gwiazdą centralną typu K, w których odkryto planety krążące w ekosferze; należą do nich Kepler-62 i HD 40307.